# Franz Simoner
Franz Simoner (* 12. August 1898 in Harlanden; † 29. Juli 1955) war ein österreichischer Politiker (CSP/ÖVP) und Landwirt. Simoner war von 1932 bis 1938 Abgeordneter zum Landtag von Niederösterreich.
Simoner besuchte nach der Volksschule die Winterfachschule in Tulln an der Donau und leistete von 1916 bis 1917 während des Ersten Weltkriegs seinen Militärdienst ab. Nachdem er 1920 die Landwirtschaft seines Vaters übernommen hatte engagierte er sich auch in der Lokalpolitik und war zwischen 1924 und 1932 Mitglied des Gemeinderats in Erlauf. Zudem hatte er von 1933 bis 1938 die Funktion des Obmanns der Lagerhausgenossenschaft Pöchlarn inne und war des Weiteren Obmann des
Landwirtschaftlichen Fortbildungsvereines. Simoner vertrat die Christlichsoziale Partei zwischen dem 21. Mai 1932 und dem 30. Oktober 1934 im Niederösterreichischen Landtag und war danach vom 22. November 1934 bis zum 12. März 1938 Mitglied des Ständischen Landtages, wobei Simoner Vertreter der Land- und Forstwirtschaft war. 
Nach dem Zweiten Weltkrieg trat Simoner der neu gegründeten Österreichischen Volkspartei bei und war von 1949 bis 1955 Bürgermeister. Zudem wirkte er von 1950 bis 1955 als Obmann der Bezirksbauernkammer Melk und war zwischen 1945 und 1952 Hauptbezirksparteiobmann der ÖVP.